# ایوان کاستلانی
ایوان کاستِلانی (ایتالیایی: Iván Castellani؛ (به اسپانیایی: ایوان کاستیانی) زادهٔ ۱۹ ژانویهٔ ۱۹۹۱ در پادووا) بازیکن والیبال اهل آرژانتین عضو تیم ملی والیبال آرژانتین و باشگاه مولفتا است.
ایوان پسر دانیل کاستلانی است.